# Úrvalsdeild (2013)
Úrvalsdeild (2013) (znana jako Pepsi Deildin ze względów sponsorskich)
była 102. edycją najwyższej klasy rozgrywkowej piłki nożnej na Islandii.
Brało w niej udział 12 drużyn, które w okresie od 5 maja do 28 września 2013 rozegrały 22 kolejki meczów.
Obrońcą tytułu był zespół Hafnarfjarðar. Mistrzostwo po raz dwudziesty szósty w historii zdobyła drużyna Reykjavíkur.

## Drużyny
| Uczestnicy poprzedniej edycji                                                                                 | Uczestnicy poprzedniej edycji | Uczestnicy poprzedniej edycji | Uczestnicy poprzedniej edycji |
| --- | ----------------------------- | ----------------------------- | ----------------------------- |
| FH | FH                            | 1                             |                               |
| BRE | Breiðablik                    | 2                             |                               |
| ÍBV | ÍB Vestmannaeyja              | 3                             |                               |
| KRE | KR                            | 4                             |                               |
| STJ | Stjarnan                      | 5                             |                               |
| ÍA | Akraness                      | 6                             |                               |
| FYL | Fylkir                        | 7                             |                               |
| VAL | Valur                         | 8                             |                               |
| ÍBK | Keflavík                      | 9                             |                               |
| FRA | Fram                          | 10                            |                               |
| Awans z 1. deild 2012                                                                                         |                               |                               |                               |
| ÞÓR | Þór Akureyri                  | 1                             |                               |
| VÍO | Víkingur Ólafsvík             | 2                             |                               |
| Oznaczenia: - kolumna pierwsza – skróty nazw drużyn, - kolumna trzecia – miejsce zajęte w poprzednim sezonie. |                               |                               |                               |

## Tabela
| Lp. | Drużyna               | M  | Z  | R | P  | B+ | B- | +/– | Pkt | Kwalifikacja lub spadek                      |
| --- | --------------------- | -- | -- | - | -- | -- | -- | --- | --- | -------------------------------------------- |
| 1   | KR (M)                | 22 | 17 | 1 | 4  | 50 | 27 | +23 | 52  | Liga Mistrzów UEFA • II runda kwalifikacyjna |
| 2   | FH                    | 22 | 14 | 5 | 3  | 47 | 22 | +25 | 47  | Liga Europy UEFA • I runda kwalifikacyjna    |
| 3   | Stjarnan              | 22 | 13 | 4 | 5  | 34 | 25 | +9  | 43  | Liga Europy UEFA • I runda kwalifikacyjna    |
| 4   | Breiðablik            | 22 | 11 | 6 | 5  | 37 | 27 | +10 | 39  |                                              |
| 5   | Valur                 | 22 | 8  | 9 | 5  | 45 | 31 | +14 | 33  |                                              |
| 6   | ÍBV                   | 22 | 8  | 5 | 9  | 26 | 28 | −2  | 29  |                                              |
| 7   | Fylkir                | 22 | 7  | 5 | 10 | 33 | 33 | 0   | 26  |                                              |
| 8   | Keflavík              | 22 | 7  | 3 | 12 | 33 | 47 | −14 | 24  |                                              |
| 9   | Þór Akureyri          | 22 | 6  | 6 | 10 | 31 | 44 | −13 | 24  |                                              |
| 10  | Fram (P)              | 22 | 6  | 4 | 12 | 26 | 37 | −11 | 22  | Liga Europy UEFA • I runda kwalifikacyjna    |
| 11  | Víkingur Ólafsvík (S) | 22 | 3  | 8 | 11 | 21 | 35 | −14 | 17  | Spadek do 1. deild karla                     |
| 12  | ÍA (S)                | 22 | 3  | 2 | 17 | 29 | 56 | −27 | 11  | Spadek do 1. deild karla                     |

## Wyniki
| Gospodarz \ Gość  | BRE | FRA | FYL | FH  | ÍA  | ÍBV | KEF | KR  | STJ | VAL | VÓL | ÞÓR |
| ----------------- | --- | --- | --- | --- | --- | --- | --- | --- | --- | --- | --- | --- |
| Breiðablik        |     | 1–2 | 1–4 | 0–1 | 4–1 | 3–1 | 3–2 | 3–0 | 2–1 | 1–0 | 2–0 | 4–1 |
| Fram              | 1–1 |     | 1–1 | 0–2 | 1–0 | 0–1 | 2–3 | 2–1 | 0–1 | 0–4 | 3–4 | 4–1 |
| Fylkir            | 0–1 | 3–0 |     | 0–1 | 1–1 | 0–1 | 3–0 | 2–3 | 0–1 | 1–2 | 2–1 | 1–4 |
| FH                | 0–0 | 2–1 | 2–1 |     | 2–0 | 1–1 | 2–1 | 2–4 | 4–0 | 3–3 | 2–2 | 1–0 |
| ÍA                | 2–2 | 2–0 | 1–3 | 2–6 |     | 2–1 | 2–3 | 3–1 | 1–3 | 1–3 | 0–5 | 1–2 |
| ÍBV               | 4–1 | 1–0 | 3–1 | 1–2 | 1–0 |     | 1–1 | 0–2 | 1–0 | 0–2 | 1–1 | 1–2 |
| Keflavík          | 1–2 | 1–2 | 2–2 | 0–4 | 5–4 | 4–2 |     | 0–2 | 0–2 | 2–0 | 2–0 | 1–3 |
| KR                | 1–1 | 2–1 | 4–1 | 3–1 | 4–2 | 3–1 | 3–0 |     | 2–1 | 3–1 | 2–1 | 3–0 |
| Stjarnan          | 3–2 | 3–2 | 1–2 | 2–1 | 1–0 | 1–0 | 1–0 | 3–1 |     | 1–1 | 3–2 | 3–1 |
| Valur             | 1–1 | 1–1 | 1–3 | 1–1 | 6–4 | 1–1 | 4–0 | 1–2 | 1–1 |     | 0–0 | 2–2 |
| Víkingur Ólafsvík | 0–0 | 1–2 | 0–0 | 0–4 | 1–0 | 0–0 | 1–3 | 0–1 | 1–1 | 0–5 |     | 1–1 |
| Þór Akureyri      | 1–2 | 1–1 | 2–2 | 0–3 | 1–0 | 1–3 | 2–2 | 1–3 | 1–1 | 3–5 | 1–0 |     |

## Najlepsi strzelcy
| Bramki | Strzelcy                | Drużyna      |
| ------ | ----------------------- | ------------ |
| 13     | Atli Viðar Björnsson    | FH           |
| 13     | Viðar Örn Kjartansson   | Fylkir       |
| 13     | Gary Martin             | KR           |
| 10     | Chukwudi Chijindu       | Þór Akureyri |
| 10     | Hólmbert Friðjónsson    | Fram         |
| 9      | Halldór Orri Björnsson  | Stjarnan     |
| 9      | Björn Daníel Sverrisson | FH           |
| 9      | Árni Vilhjálmsson       | Breiðablik   |
| 9      | Hörður Sveinsson        | Keflavík     |

Źródło: soccerway

## Stadiony
| Breiðablik     |
| Kópavogsvöllur |
| 5 501          |
|                |

| FH         |
| Kaplakriki |
| 6 738      |
|            |

| Fram             |
| Laugardalsvöllur |
| 15 427           |
|                  |

| Fylkir       |
| Fylkisvöllur |
| 2 872        |
|              |

| ÍA            |
| Akranesvöllur |
| 4 850         |
|               |

| ÍBV            |
| Hásteinsvöllur |
| 2 834          |
|                |

| Keflavík       |
| Nettóvöllurinn |
| 4 957          |
|                |

| KR        |
| KR-völlur |
| 3 333     |
|           |

| Stjarnan      |
| Stjörnuvöllur |
| 1 292         |
|               |

| Valur             |
| Vodafonevöllurinn |
| 3 000             |
|                   |

| Víkingur         |
| Ólafsvíkurvöllur |
| 1 130            |
|                  |

| Þór Akureyri |
| Þórsvöllur   |
| 984          |
|              |